# Квинт Цецилий Метел Целер
Вижте пояснителната страница за други личности с името Квинт Цецилий Метел.
Вижте пояснителната страница за други личности с името Целер.
Квинт Цецилий Метел Целер (на латински: Quintus Caecilius Metellus Celer; † началото на 59 пр.н.е.) е римски политик от късната Римска Република.
Метел Целер е син на Квинт Цецилий Метел Непот, който е консул през 98 пр.н.е., и Лициния Краса. През 78 пр.н.е. ръководи бойна част, вероятно като военен трибун.
През 68 пр.н.е. e вероятно народен трибун (може да е и неговият брат Квинт Цецилий Метел Непот). Около 66 пр.н.е. е легат при Помпей във войната срещу Митридат VI от Понт.
Метел Целер ръководи като претор през 63 пр.н.е. процеса против Гай Рабирий, който желае Юлий Цезар, за да даде политически сигнал на Сената.
Рабирий е осъден. Пред народа на хълма Яникул Метел Целер събира военното знаме и така заседанието завършва без позитивно решение за Рабирий. Най-късно от тази година Метел Целер е член на Авгурската колегия.
От края на 63 пр.н.е. Метел става управител на провинция Цизалпийска Галия. За 60 пр.н.е. е избран за консул и става противник на Помпей и неговия зет Публий Клодий Пулхер. Метел става проконсул на Галия трансалпина. Той умира ненадейно в началото на 59 пр.н.е.
Метел Целер е женен за Клодия, сестра на Публий Клодий Пулхер и дъщеря на Апий Клаудий Пулхер, която е прочута със свободния си живот: заподозрена е в инцест с брат си и че е отровила съпруга си. Тяхната дъщеря Цецилия Метела Целер е съпруга на Публий Корнелий Лентул Спинтер.

## Лутература
- T.P. Wiseman. Celer and Nepos // Classical Quarterly. 1971, vol. 1., p. 180 – 182
- Manuel Dejante Pinto de Magalhães Arnao Metello and João Carlos Metello de Nápoles, „Metellos de Portugal, Brasil e Roma“, Torres Novas, 1998